# بردلی برن
بردلی رابرتس بیرن (Bradley Roberts Byrne) (متولد ۱۶ آوریل ۱۹۵۵ میلادی)، دادستان تجاری آمریکایی و سیاستمداری بود که به عنوان نماینده ایالات متحده برای حوزه انتخابیه اول آلاباما از ۲۰۱۴ تا ۲۰۲۱ میلادی خدمت نمود. او به عنوان عضوی از هیئت آموزشی و به عنوان دموکرات در ۱۹۹۴ میلادی انتخاب شد، او عضوی از حزب جمهوری‌خواه در ۱۹۹۷ میلادی شد و در سنای آلاباما از ۲۰۰۳ تا ۲۰۰۷ میلادی خدمت نمود و نماینده ۳۲مین حوزه انتخابیه ایالت شد.
بیرن صدراعظم سامانه کالجی جامعه آلاباما از ۲۰۰۷ تا زمان استعفایش در ۲۰۰۹ میلادی بود که برای نامزدی فرمانداری جمهوری‌خواهی آلاباما در ۲۰۱۰ میلادی شرکت نمود. او در دسامبر ۲۰۱۳ میلادی انتخابات مخصوصی را برای نمایندگی از اولین حوزه انتخابیه در مجلس نمایندگان ایالات متحده برنده شد. بیرن به عنوان گزینه اول جمهوری‌خواهان برای انتخابات سنای ایالات متحده ۲۰۲۰ شرکت کرد، اما در اولین دور از تامی تابرویل و جف سشنز شکست خورد.

## اوان زندگی و تحصیلات
بردلی بیرن در ۱۹۵۵ در موبیل آلاباما بدنیا آمد. او یکی از دو فرزند این خانواده بود. وی در شهرستان بالدوین آلاباما بزرگ شد. او در مدرسه آمادگی UMS-رایتل در موبیل شرکت کرد و در ۱۹۷۳ میلادی از آنجا فارغ‌التحصیل شد. بیرن از دانشگاه دوک در ۱۹۷۷ میلادی فارغ‌التحصیل شد. او در دوک عضوی از انجمن اخوت فی دلتا تتا شد. او در ۱۹۸۰ میلادی از مدرسه حقوق دانشگاه آلاباما فارغ‌التحصیل شد. بیرن با مو بروکس همکلاسی بود. بعد از فارغ‌التحصیلی وکیل خصوصی شد.

## پس‌زمینه سیاسی
بیرن در ۱۹۹۴ میلادی برای اولین بار برای سمت انتخاباتی شرکت کرد و هنگامی که برای هیئت آموزشی ایالت آلاباما به عنوان دموکرات انتخاب شد، به موفقیت رسید. او طی دوران تصدیش در هیئت آموزشی از برنامه درسی حمایت کرد و توسط بسیاری از رهبران مذهبی آلاباما مورد مخالفت قرار گرفت. او سپس با هیئتی رأی داد تا از توافقی که این چنین می‌گفت حمایت کند: «توجیهاتی از منشأ زندگی و گروه‌های عمدهٔ گیاهان و جانوران به طوری که هیچ دستور جلسه اجتماعی نباید مورد تأیید قرار گیرد». در ۱۹۹۶ میلادی بیرن به همراه اکثریت اعضای هیئت بودجه ۱۸ میلیون دلاری آموزش فدرال را رد کرد، چرا که ترس آن می‌رفت که این پول موجب کنترل بیشتر فدرال بر مدارس خواهد شد. این رأی به عنوان تأییدی بر نفوذ فزاینده محافظه‌کارانه بر حوزه انتخابیه آلابامای جنوبی او دیده می‌شد. بیرن بعدها تصمیمش را عوض کرد و هیئت را برای تأیید آن پول متقاعد نمود.
بیرن در ۱۹۹۷ میلادی حزب دموکرات را رها کرد و جمهوری‌خواه شد.
بیرن در ۲۰۰۲ میلادی برای کرسی سنای ایالتی آلاباما شرکت کرد و بخشی از شهرستان بالدوین را نمایندگی نمود. او ۹۱ درصد آراء را در مقابل رقیب دموکرات خود کسب نمود.

## صدر اعظم سامانه کالجی جامعه آلاباما
بیرن در مه ۲۰۰۷ میلادی صمت صدراعظمی کالج جامعه را کسب کرد و در امر ترتیب مجدد اکثر آن سامانه مباشرت نمود. کالج جامعه ایالتی اسقفی در موبیل هدف سرمایه گذارانی بود که هم با مشکلات مالی و هم آکادمیک در مدرسه طی ۲۰۰۶ و ۲۰۰۷ میلادی مواجه شده بودند. بیرن حسابرسی برای آن مدرسه ترتیب داد که نشانگر بسیاری از نقص‌ها و کاستی‌ها بود. در آن زمان حدود دوجین نفر متهم به کلاهبرداری و دزدی بودند. کل ۲۷ نفر قبل از پایان بازرسی در مه ۲۰۰۷ میلادی متهم شدند.
همچنین بیرن با دادستان کل آلاباما، تروی کینگ برای احیای پول دزدیده شده از سامانه کالج اجتماع کار کرد. او در ۳۱ اوت ۲۰۰۹ میلادی از مباشری انصراف داد.

## کمپین فرمانداری ۲۰۱۰
طی این کمپین، او توسط رقبای خود در انتخابات گزینه اول جمهوری‌خواهان به حمایت از تکامل و شک در مورد معصوم از خطا بودن کتاب مقدس متهم گشت. بیرن اینگونه پاسخ داد: «به عنوان یک مسیحی و خدمتکار عمومی، من هیچگاه در اعتقادات خویش مبنی بر شاهکار بودن مخلوقاتی که توسط دستان خدا ایجاد شده‌اند متزلزل نگشته … به عنوان عضوی از هیئت آموزشی آلاباما، سوابق ثبت شده به وضوح نشان می‌دهند که برای آموزش آفرینش‌گرایی در کتب درسی مدارسمان جنگیده‌ام. آنهایی که به من حمله می‌کنند دچار اعوجاج شده و توضیحات مرا بد تفسیر کرده و دروغ‌هایی را بر مردم این ایالت قی می‌کنند.». همچنین او افزود که معتقد است «هر کلمه» از کتاب مقدس صحیح است.

## زندگی شخصی
خانواده بیرن مزرعه‌ای در شهرستان بالدوین آلاباما دارند. همسر بیرن، ربکا نام دارد. بیرن طرفدار «آلاباما کریمسون تاید» است. او پیروی کلیسای اسقفی است که معمولاً هنگام حضور در واشینگتن در خدمات کلیسای اسقفی سنت جان، میدان لافایت شرکت می‌کند.
برادر بیرن، دیل بیرن، در ۲۰۱۳ میلادی طی انتخابات آن سال فوت کرد، انتخاباتی که بردلی بیرن در آن شرکت نمود. دیل بیرن پس از اینکه هنگام کار برای گارد ملی آلاباما در عراق متحمل بیماری تنفسی شد، براثر سکته قلبی فوت کرد.